# Kimberly Hyacinthe
Kimberly Hyacinthe (* 28. März 1989 in Terrebonne, Québec) ist eine kanadische Leichtathletin, die sich auf den Sprint spezialisiert hat.

## Sportliche Laufbahn
Erste internationale Erfahrungen sammelte Kimberly Hyacinthe im Jahr 2005, als sie bei den Jugendweltmeisterschaften in Marrakesch über 100 und 200 Meter bis ins Halbfinale gelangte und dort mit 12,02 s und 24,04 s ausschied. Zudem verpasste sie mit der kanadischen Sprintstaffel (1000 Meter) mit 2:12,89 min den Finaleinzug. Im Jahr darauf schied sie bei den Juniorenweltmeisterschaften in Peking mit 11,87 s in der ersten Runde im 100-Meter-Lauf aus und schied über 200 Meter mit 24,53 s im Semifinale aus. Zudem verpasste sie mit der 4-mal-100-Meter-Staffel mit 45,26 s den Finaleinzug. 2007 schied sie bei den Panamerikanischen Juniorenmeisterschaften in São Paulo mit 24,52 s in der Vorrunde im 200-Meter-Lauf aus und belegte in 3:38,85 min den vierten Platz in der 4-mal-400-Meter-Staffel. Im Jahr darauf gelangte sie bei den Juniorenweltmeisterschaften in Bydgoszcz erneut bis ins Halbfinale über 200 Meter und schied dort mit 23,81 s aus, während sie mit der 4-mal-100-Meter-Staffel mit 45,66 s erneut im Vorlauf scheiterte. 2009 nahm sie erstmals an der Universiade in Belgrad teil und belegte dort in 23,66 s den sechsten Platz über 200 Meter und siegte in 3:33,09 min mit der kanadischen 4-mal-400-Meter-Staffel. Anschließend gewann sie bei den Spielen der Frankophonie in Beirut in 23,15 s die Silbermedaille im 200-Meter-Lauf hinter der Tschaderin Kaltouma Nadjina und siegte in 44,78 s in der 4-mal-100-Meter-Staffel sowie in 3:35,95 min in der 4-mal-400-Meter-Staffel.
2010 gewann sie bei den U23-NACAC-Meisterschaften in Miramar in 23,14 s die Silbermedaille über 200 Meter hinter der US-Amerikanerin Tiffany Townsend und im Jahr darauf gelangte sie bei den Studentenweltspielen in Shenzhen mit 23,90 s auf Rang fünf über 200 Meter. Anschließend schied sie bei den Weltmeisterschaften in Daegu mit 23,83 s in der ersten Runde aus. 2013 siegte sie in 22,78 s im 200-Meter-Lauf bei der Universiade in Kasan und erreichte anschließend bei den Weltmeisterschaften in Moskau das Halbfinale, in dem sie mit 23,12 s ausschied. Zudem klassierte sie sich mit der 4-mal-100-Meter-Staffel mit 43,28 s im Finale auf dem sechsten Platz. Bei den IAAF World Relays 2014 in Nassau entschied sie in 43,33 s das B-Finale in der 4-mal-100-Meter-Staffel für sich. Daraufhin belegte sie bei den Commonwealth Games in Glasgow in 23,11 s den siebten Platz über 200 Meter und wurde mit der Staffel in 43,33 s Vierte. 2015 gelangte sie bei den World Relays auf den Bahamas mit 42,85 s auf Rang vier in der 4-mal-100-Meter-Staffel und Ende Juli belegte sie bei den Panamerikanischen Spielen in Toronto in 23,28 s den sechsten Platz im 200-Meter-Lauf. Zudem gewann sie in 43,00 s gemeinsam mit Crystal Emmanuel, Jellisa Westney und Khamica Bingham die Bronzemedaille in der 4-mal-100-Meter-Staffel hinter den Teams aus den Vereinigten Staaten und Jamaika. Daraufhin kam sie bei den Weltmeisterschaften in Peking mit 11,54 s nicht über die ersten Runde über 100 Meter hinaus und schied über 200 Meter mit 23,07 s im Halbfinale aus. Zudem erreichte sie mit der Staffel mit 43,05 s im Finale Rang sechs. Im Jahr darauf qualifizierte sie sich über 200 Meter für die Teilnahme an den Olympischen Spielen in Rio de Janeiro, konnte dort aber wegen einer Verletzung nicht an den Star gehen.
In den Jahren von 2013 bis 2015 wurde Hyacinthe kanadische Meisterin im 200-Meter-Lauf.

## Persönliche Bestzeiten
- 100 Meter: 11,31 s (+1,5 m/s), 3. Juli 2015 in Edmonton
  - 60 Meter (Halle): 7,29 s, 24. Januar 2014 in Montreal
- 200 Meter: 22,78 s (+1,6 m/s), 10. Juli 2013 in Kasan
  - 200 Meter (Halle): 23,79 s, 5. Februar 2011 in New York City
- 400 Meter: 54,36 s, 12. Juli 2019 in Toronto